# Charmes-Saint-Valbert
Charmes-Saint-Valbert é uma comuna francesa na região administrativa de Borgonha-Franco-Condado, no departamento de Alto Sona. Estende-se por uma área de 5 km². Em 2010 a comuna tinha 37 habitantes (densidade: 7,4 hab./km²).